# Onthophagus joannae
Onthophagus joannae es una especie de coleóptero de la familia Scarabaeidae.

## Distribución geográfica
Habita en Europa.